# جمهورية كومي

خريطة تبين موقع جمهورية كومي في جمهورية روسيا الاتحادية

علم جمهورية كومي

 جمهورية كومي (بالروسية : респу ́ блика ко ́ ми، respublika كومي ؛ كومي : коми республика، كومي respublika) هي جمهورية اتحادية تخضع لروسيا، واقعة إلى الغرب من جبال الأورال، في الشمال الشرقي من أوروبا الشرقية.
جمهورية كومي هي جمهورية ذات استقلال ذاتي في الاتحاد الروسي. وتغطى الغابات أكثر من 70 ٪ من اراضي الجمهورية والمستنقعات تغطي حوالي 15 ٪ المنطقة : 415900 كلم ². وهناك العديد من البحيرات في الجمهورية.

## الجغرافيا

### الموارد الطبيعية
الموارد الطبيعية للجمهورية تشمل الفحم والبترول والغاز الطبيعي والذهب والماس، وحوالي 32800 كم ² من الغابات معظمها شمالية (وكذلك بعض جبال الألب التندرا وميدوز) في جمهورية (شمال جبال اورال) قد اقرت في 1995 باعتبارها موقع تراث عالمي تابع لليونسكو،
غابات كومي العذراء هي أكبر فسحة من الغابات العذراء في أوروبا ومن الطبيعي ان تكون أول موقع للتراث العالمي التابع لليونسكو في روسيا.

## الدين
تعدد الديانات في المنتشرة، والمسيحية والإسلام هي الغالبة.

## أهم مدن وقرى جمهورية كومي
- إنتا،
- ميكون،
- بيتشورا،
- سوسنغورسك،
- سيكتيفكار،
- أوختا،
- أوسينسك،
- فوركوتا،
- فوكتيل.